# Athyrma tepescens
Athyrma tepescens är en fjärilsart som beskrevs av Walker 1858. Athyrma tepescens ingår i släktet Athyrma och familjen nattflyn. Inga underarter finns listade i Catalogue of Life.

## Bildgalleri

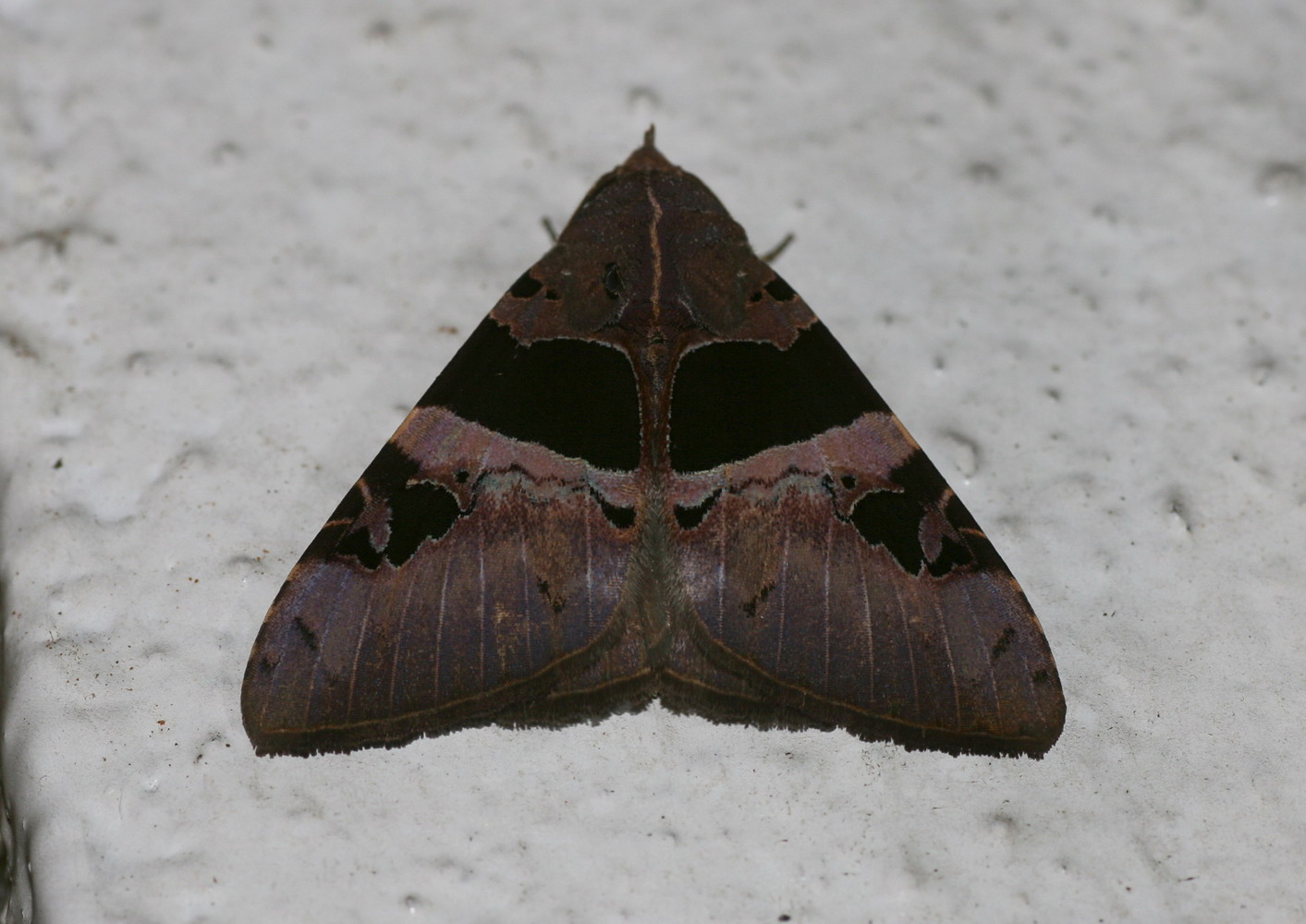
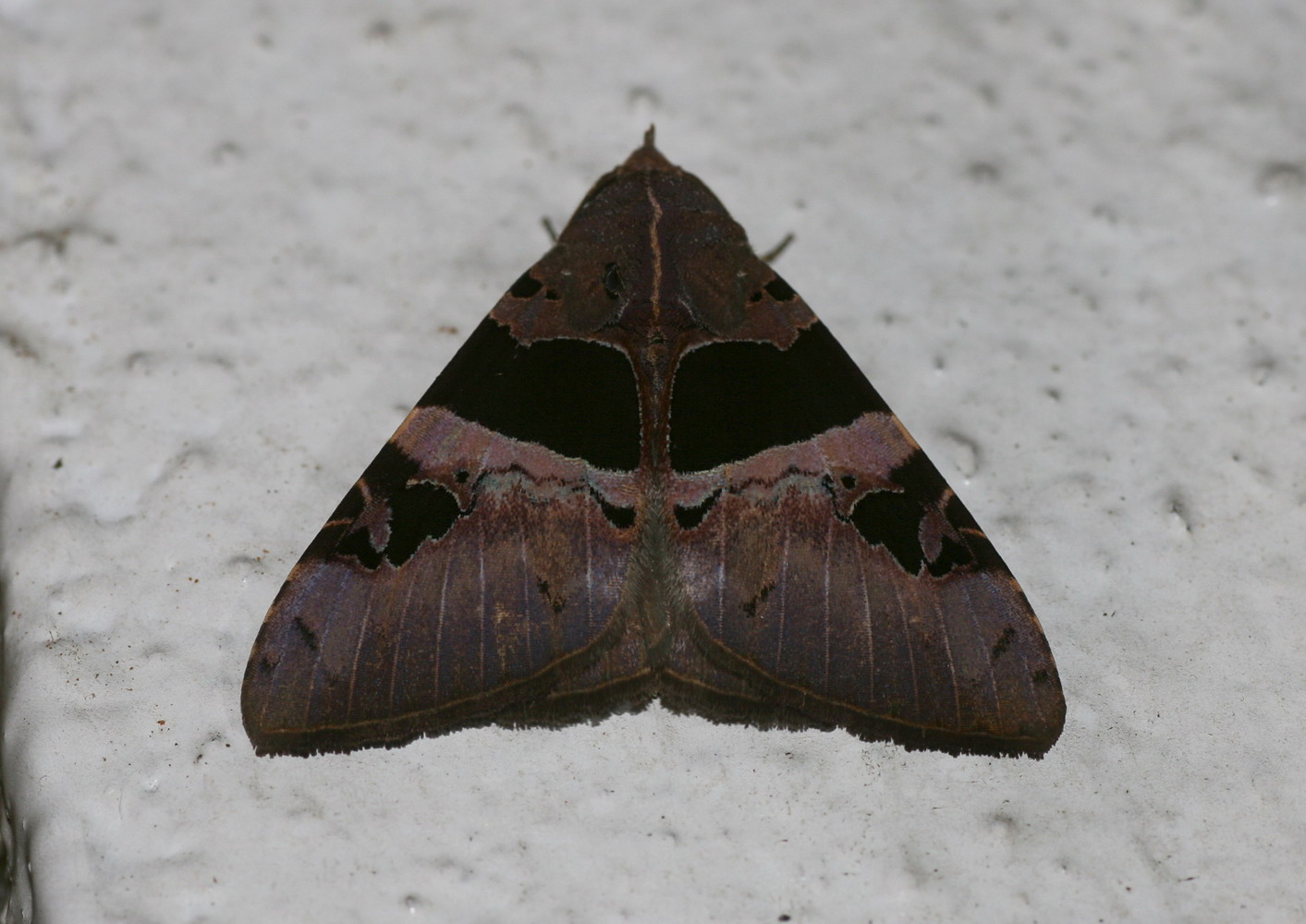